# Entrée d'Espagne
Entrée d'Espagne o Entrée en Espagne (1320 circa) è una chanson de geste facente parte della tradizione letteraria franco-veneta. Il poema, assieme a La prise de Pampleune di Niccolò da Verona è una delle migliori testimonianze dell'influenza della letteratura di lingua d'oïl nell'area italiana. Scritto da un anonimo autore padovano in lingua franco-veneta, il testo ci è giunto in copia unica, attualmente conservata presso la biblioteca Marciana di Venezia. Tra le varie fonti a cui attinge il testo, particolarmente degno di nota è la Historia Karoli Magni et Rotholandi, che si focalizza sulle imprese di Carlo Magno in Spagna.

## Trama
A seguito di un malinteso con l'imperatore Carlo Magno, Roland (lo stesso della Chanson de Roland) decide di lasciare l'esercito imperiale e si reca in Terra Santa dove vive una serie di avventure. Al suo ritorno in Spagna, incontra un eremita che avverte Roland che sarà ucciso sette anni dopo che i francesi conquisteranno con successo la città di Pamplona . Quando torna al campo francese, l'imperatore offre a Roland la corona di Spagna, ma Roland la rifiuta, dicendo che desidera trascorrere i restanti anni della sua vita conquistando terre e convertendo "pagani" per il suo imperatore.